# Archaeopterygiformes
Archaeopterygiformes je bio red ptica koje su živjele u razdoblju jure, a možda i u kredi. Uključuje jednu od najpoznatijih i najranijih ptica koje su dosad poznate ljudima, Archaeopteryx. Ptice iz ovog reda razlikuju se od drugih po dugom koštanom repu i hiperprodužljivom drugom nožnom prstu.

## Taksonomija
Red Archaeopterygiformes skovao je Fürbringer 1888. Red je tada sadržavao jednu porodicu Archaeopterygidae i jedan rod, Archaeopteryx. Neko vrijeme red nikada nije imao filogenetsku definiciju, pa ju je 2005. predložio Paul Sereno; klad obuhvaća sve ptice bliže Archaeopteryxu nego modernim pticama.
Porodica pticolikih dinosaura Dromaeosauridae, uključena je u ovu grupu prema barem jednom autoru. Otkrića velikog broja primitivnih ptica imaju pomućene veze između ranih ptica, pa je moguće da su Velociraptor i slični dinosauri članovi razreda ptica. Gregory S. Paul smjestio je dromesauride u red Archaeopterygiformes zbog ovih razloga, iako većina kladističkih analiza pokazuje da se dromesauridi nalaze izvan klada ptica.
Kao što mu ime nagoviješćuje, Protarchaeopteryx je izvorno bio smješten u ovaj red ptica, ali većina paleontologa smatra da je oviraptosaur. Ostali rodovi iz ove skupine, kao što su Jurapteryx, Wellnhoferia i Proornis vjerojatno su sinonimi za Archaeopteryxa (prva dva) ili uopće ne pripadaju ovoj skupini (zadnji). Jinfengopteryx je izvorno opisan kao pripadnik reda Archaeopterygiformes, ali na kraju se pokazalo da je pripadnik skupine dinosaura teropoda, Troodontidae.